# Шаляпина-Торнаги, Иола Игнатьевна
Иола Игнатьевна Шаляпина-Торнаги (итал. Iole Tornaghi; 1873, Монца — 1965, Рим) — русская балерина итальянского происхождения; жена русского певца Ф. И. Шаляпина и мать его шестерых детей.
Иоле Торнаги посвящён шаляпинский вариант романса «Очи чёрные».

## Биография
Родилась в 1873 году в городе Монца, дочь сицилийского барона Иньяцио Ло-Прести и балерины Джузеппины Торнаги.
Училась в частной балетной школе, затем в балетной школе при театре «Ла Скала».
Как балерина выступала под девичьей фамилией матери, блистала в Миланском летнем театре «Эден», с успехом выступала в Венеции, в 17 лет Луиджи Манцотти пригласил её в Неаполь, в театр «Сан-Карло», с которым с гастролями объехала Европу и США.
В 1896 году по приглашению Саввы Мамонтова труппа театра гастролировала в России, осталась выступать на зимний сезон в Москве.
В Нижнем Новгороде Иола познакомилась с 23-летним молодым певцом Фёдором Шаляпиным. Известно, что он признался ей в любви на генеральной репетиции оперы «Евгений Онегин», когда исполняя арию сымпровизировав изменил текст: «Онегин, я клянусь на шпаге: Безумно я люблю Торнаги!».
Летом 1898 года пара обвенчалась в церкви села Гагино. Спустя год навсегда оставила сцену, став матерью.

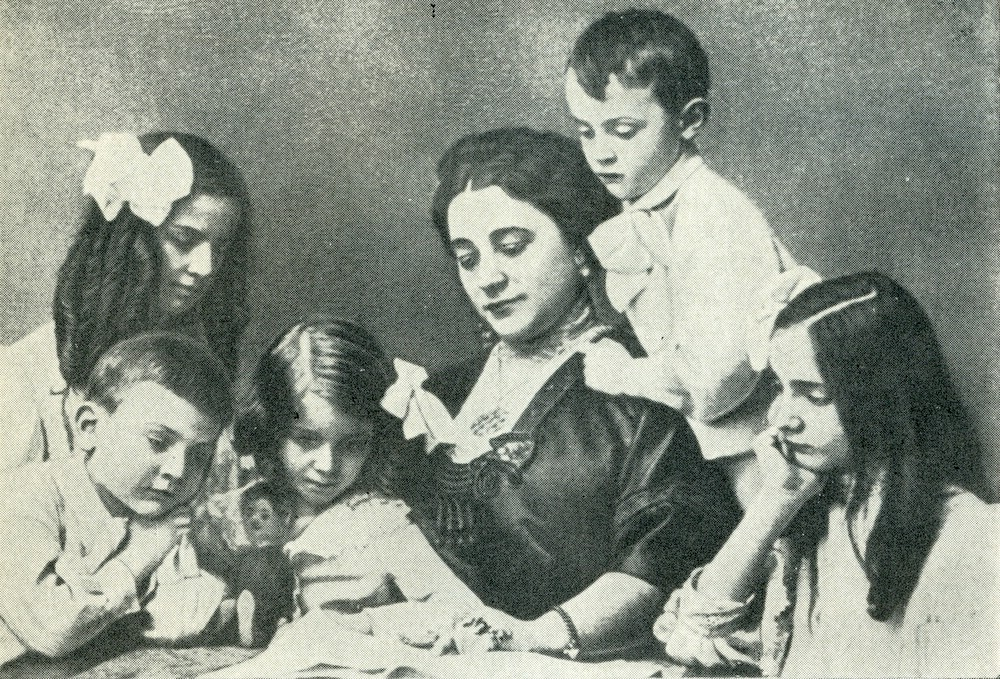
Иола Торнаги с детьми

У пары было шесть детей: Игорь (умер в возрасте 4 лет), Борис, близнецы Фёдор и Татьяна, Ирина и Лидия.
После ухода Шаляпина к Марии Петцольд развод дала только в 1927 году, когда он уже был в эмиграции.
В дальнейшем практически всю жизнь жила в Москве, с дочерью Ириной, актрисой.
Много сделала для сохранения наследия Ф. И. Шаляпина и пропаганды его творчества в СССР. По её инициативе и благодаря её усилиям был в дальнейшем создан Дом-музей Ф. И. Шаляпина в Москве.
В 1960-е годы уехала к сыну Фёдору — в Рим, где умерла в 1965 году.